# Telefonkarte (Deutschland)

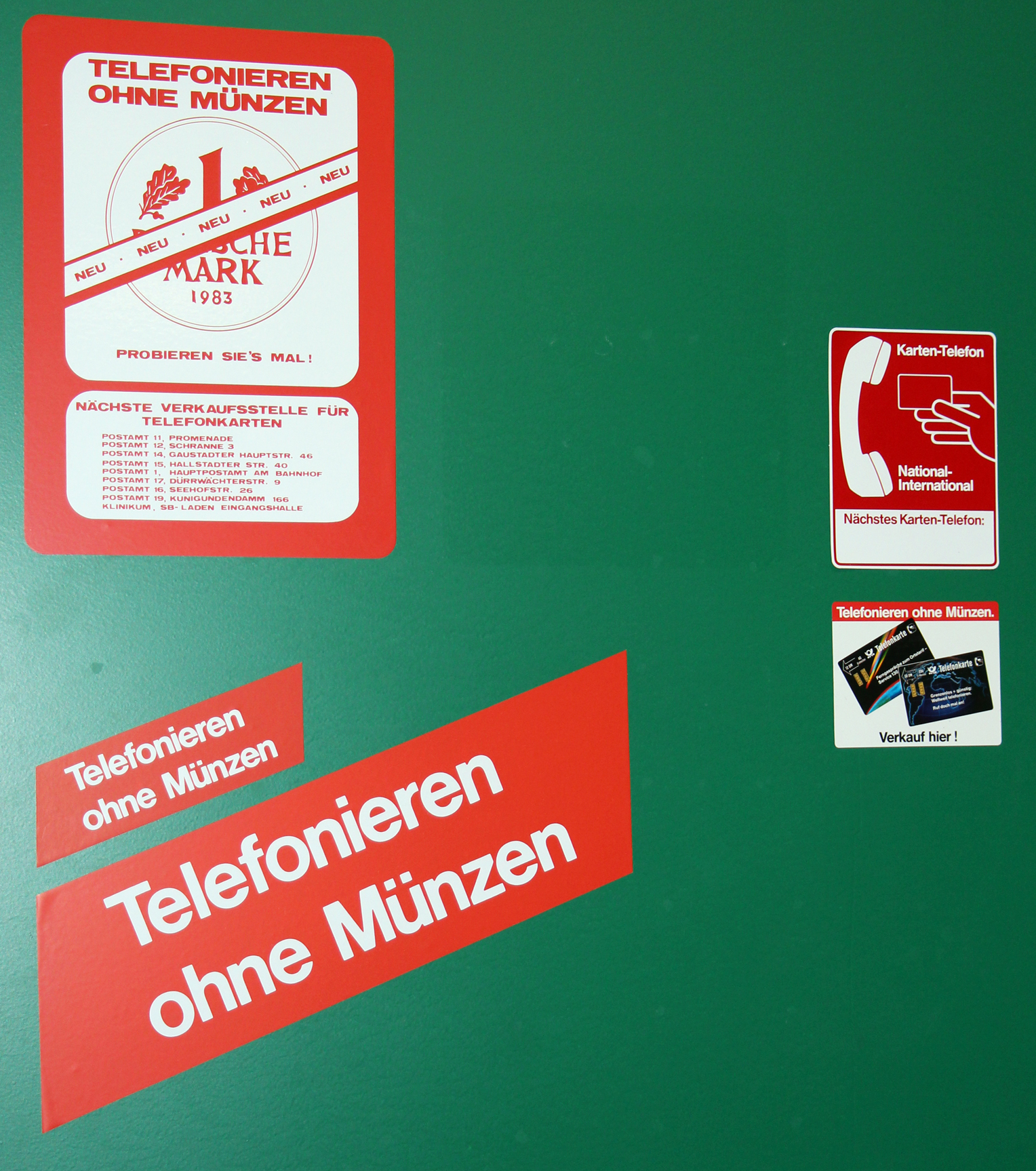
Verschiedene Aufkleber für das „Telefonieren ohne Münzen“

Telefonkarten, wie man sie in Deutschland kannte, gibt es seit der Testphase von 1983. Bundesweit wurden diese aber erst 1990 nach Abschluss der Testphase eingeführt. Die Telefonkarte ist von der TeleKarte, die ebenfalls von der Bundespost herausgegeben wurde, zu unterscheiden. Rechtlich ist die Telefonkarte ein so genanntes „kleines Inhaberpapier“ nach § 807 BGB.
Seit der weiten Verbreitung von Mobiltelefonen werden Telefonzellen und Telefonkarten immer seltener genutzt. Das führte zu einem Abbau von Telefonzellen und zur Einstellung fast aller Telefonkartenserien. Die Deutsche Telekom hat zum 31. Dezember 2023 sämtliche Telefonkartendienste eingestellt. Über vierzig Jahre nach den ersten Feldexperimenten endete damit die Telefonkarte in Deutschland.

## Vorläufer

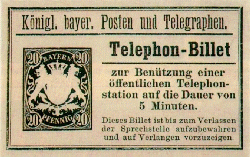
Das Telephon-Billet von 1891 gilt als einer der ersten Vorläufer der heutigen Telefonkarten

Zur Abwicklung des Telefonverkehrs von öffentlichen Sprechstellen aus bediente man sich im Deutschen Reich ab 1881 bis 1891 der Fernsprechscheine.
Am 5. November 1883 wurden im Königreich Bayern zuerst in München, später in einigen anderen Orten Bayerns nummerierte Telephon-Billets „zur Benützung einer öffentlichen Telephonstation auf die Dauer von 5 Minuten“ ausgegeben. In den vier Ecken befindet sich die Wertangabe (10, 25, 50 Pfennig bzw. eine Mark), am Kopf der Ortsname über der Bezeichnung „Telephon-Anlage“. Diese Fernsprechscheine wurden 1908 außer Kurs gesetzt.
Beides waren Gebührenquittungen.

## Einführung

### Regionale Feldversuche
Im Juni 1983 fanden die ersten Feldexperimente mit vorausbezahlten Telefonkarten für öffentliche Telefone statt. Diese Wertkartentelefone sollten die vorhandenen Münztelefone nicht ersetzen, sondern ergänzen. Sie eigneten sich, laut der Bundespost, vor allem für häufige Benutzer von Telefonzellen, die deshalb bisher immer viel Kleingeld mit sich führen mussten. Weiterhin wurde erwartet, dass die Kartentelefone weniger beschädigt würden, weil sie kein Bargeld enthielten. Zudem waren Geräte mit Münzeinwurf mechanisch verhältnismäßig aufwendig und wartungsbedürftig, man ging davon aus, dass Kartengeräte weniger zu Störungen neigen würden, vor allem entfiel bei ihnen das regelmäßige Leeren der Münzbehälter. 
Bei der Vorstellung der Testphase im Oktober 1982 gab es bei der Deutschen Bundespost Überlegungen, ob die Karten für verschiedene Dienstleistungen, zum Beispiel Telefonieren und den Kauf von Automatenbriefmarken nutzbar sein sollten, die Verwendung allein zum Telefonieren gedachter Kreditkarten, wie bereits in den Vereinigten Staaten üblich, wurde als nicht zweckmäßig angesehen.
Getestet wurden Hologrammkarten, Chipkarten, Magnetkarten und Lochkarten. Die Entscheidung fiel 1986: Das im Gebiet Bonn und Aachen getestete Chipkartensystem wurde nach einem weiteren überregionalen Betriebsversuch bundesweit eingeführt. Grund war dessen zum damaligen Zeitpunkt überlegene Fälschungssicherheit.

#### Frankfurt am Main
Der erste regional begrenzte Betriebsversuch mit jeweils ca. 30 Karten-Telefonen zur ausschließlichen Benutzung mit vorausbezahlten „Telefon-Karten“, so die damalige Bezeichnung, wurde in Frankfurt am Main durchgeführt. Begonnen wurde  am 20. Juni 1983 in der Innenstadt sowie auf dem Messegelände mit einem System auf Hologramm-Basis (optisches Kartensystem). Dieser Betriebsversuch sollte anfangs 18 Monate dauern. Die Gebühreneinheiten waren im Funktionsteil der Telefonkarte auf der Basis eines Hologramms in Form einer optischen Mikrostruktur im Trägermaterial eingebettet. Für den Betriebsversuch wurden Karten mit 45 bzw. 92 Einheiten zum Preis von 10 bzw. 20 DM bei den Postämtern 1 und 11 sowie auf dem Messegelände verkauft. Alle Karten waren auf der Vorderseite rot, die Rückseite war bei allen Karten schwarz. Die Karten wurden von dem Schweizer Unternehmen Landis & Gyr hergestellt und mussten mit der längeren Seite in das Kartentelefon eingeführt werden. Der Betriebsversuch wurde am 10. Dezember 1986 beendet, da am 16. Dezember des gleichen Jahres ein bundesweiter Test begann. Ein Kartentelefon, das sich in Ramstein in der Pfalz befand, blieb bis 1989 in Betrieb. Es gab insgesamt 10 verschiedene Telefon-Karten.

#### Bonn und Raum Aachen
Am 9. Oktober 1984 begann ein weiterer Einsatz von Kartentelefonen in der Stadt Bonn und am 23. November 1984 im Raum Aachen. Es wurden 30 Kartentelefone für Karten mit elektronischem Speicher (Chip-Kartensystem) getestet. Der Wert war im Funktionsteil der in Grün gehaltenen Karten elektronisch gespeichert. Für diesen Einsatz wurden Telefonkarten mit 40 und 80 Einheiten zum Preis von 12 bzw. 24 DM bei den folgenden Annahmestellen verkauft:
- Postamt (V) 5300 Bonn 1 (Innenstadt)
- Postamt Bonn 2 (Bad Godesberg)
- Postamt Bonn 111 (Bundesbahnhof)
- Postamt (V) 5100 Aachen 1 (Innenstadt)
- Postämter 5100 Aachen 13, 22 und 23 (Innenstadt)
- Postamt 5140 Erkelenz 1
- Postamt (V) 5130 Geilenkirchen 1 (Innenstadt)
- Poststelle I 5130 Geilenkirchen 11 (Flugplatz Teveren)
- Eine weitere Abgabestelle befand sich im Bundespressehaus.

Getestet wurde ein Chipsystem von Siemens und GAO. Der Betriebsversuch in Bonn wurde am 10. Dezember 1986 beendet, da am 16. Dezember des gleichen Jahres mit einem bundesweiten Test begonnen wurde. In Aachen wurde der Feldversuch bis 1989 fortgeführt. Es gab mindestens acht verschiedene Karten.

#### Goslar
Am 23. Oktober 1984 begann ein weiterer Einsatz von Kartentelefonen im Raum Goslar im Harz. Es wurden 30 Kartentelefone für Karten mit Magnetspur getestet. Der Wert war im Funktionsteil der weiß-orangen Telefonkarte magnetisch gespeichert.
Für diesen Einsatz wurden Telefonkarten mit 40 und 80 Einheiten zum Preis von 12 bzw. 24 DM bei folgenden Annahmestellen abgegeben:
- Postamt (V) 3380 Goslar 1
- Postamt 3380 Goslar 2 (Hahnenklee-Bockswiese)
- Postamt 3388 Bad Harzburg 1
- Postamt 3396 Altenau
- Poststelle I 3396 Schulenberg
- Postämter 3392 Clausthal-Zellerfeld 1 (Clausthal) und 2 (Zellerfeld)

Der Test wurde im April 1989 beendet. Beispielsweise stand eine der entsprechenden Telefonzellen in Altenau am ehemaligen Wellenbad. Die Magnetstreifenkartensystem stammten von Autelca aus Gümligen in der Schweiz. Es gab fünf verschiedene Karten.

#### Bamberg
Am 12. Februar 1985 begann ein weiterer Einsatz von Kartentelefonen in der Stadt Bamberg. Es wurden 30 Kartentelefone für Karten mit Magnetspur auf einem Lochkartensystem von Copytex getestet. Der Wert war im Funktionsteil der aus Kartonpapier bestehenden Karte magnetisch gespeichert. Für diesen Einsatz wurden Telefonkarten mit 40 und 80 Einheiten zum Preis von 12 bzw. 24 DM bei allen Postämtern in Bamberg abgegeben. 
Es waren die Postämter:
- Postamt 1, Hauptpostamt am Bahnhof
- Postamt 11, Promenade
- Postamt 12, Schranne 3
- Postamt 14, Gaustadter Hauptstraße 46
- Postamt 15, Hallstadter Straße 40
- Postamt 16, Seehofstraße 26
- Postamt 17, Dürrwächterstraße 9
- Postamt 19, Kunigundendamm 166
- sowie im gerade neu errichteten Klinikum in einem Selbstbedienungsladen in der Eingangshalle.

Der Test wurde Anfang 1989 beendet. Es gab acht verschiedene Karten.

#### ICE-Testkarten
Zwischen 1985 und 1988 waren im InterCityExperimental der Deutschen Bundesbahn an den Plätzen der 1. Klasse spezielle Kartentelefone eingebaut. Die Geräte arbeiteten mit einem Magnetstreifensystem mit Führungslöchern, ähnlich dem, das in Bamberg getestet wurde. Die Karten wurden ebenfalls von Copytex hergestellt und bei Repräsentations- und Demonstrationsfahrten vom Zugpersonal an die Fahrgäste, meist Journalisten, verschenkt oder verkauft. Es gab drei verschiedene Wertstufen zu 5, 10 und 50 DM. Die späteren Intercity-Express-Serienzüge wurden mit den normalen Kartentelefon ausgerüstet, eine spezielle Telefonkarte für die Züge entfiel damit und es konnten mit der normalen Telefonkarte Gespräche geführt werden.

### Bundesweiter Betriebsversuch und Übergang in den Regelbetrieb

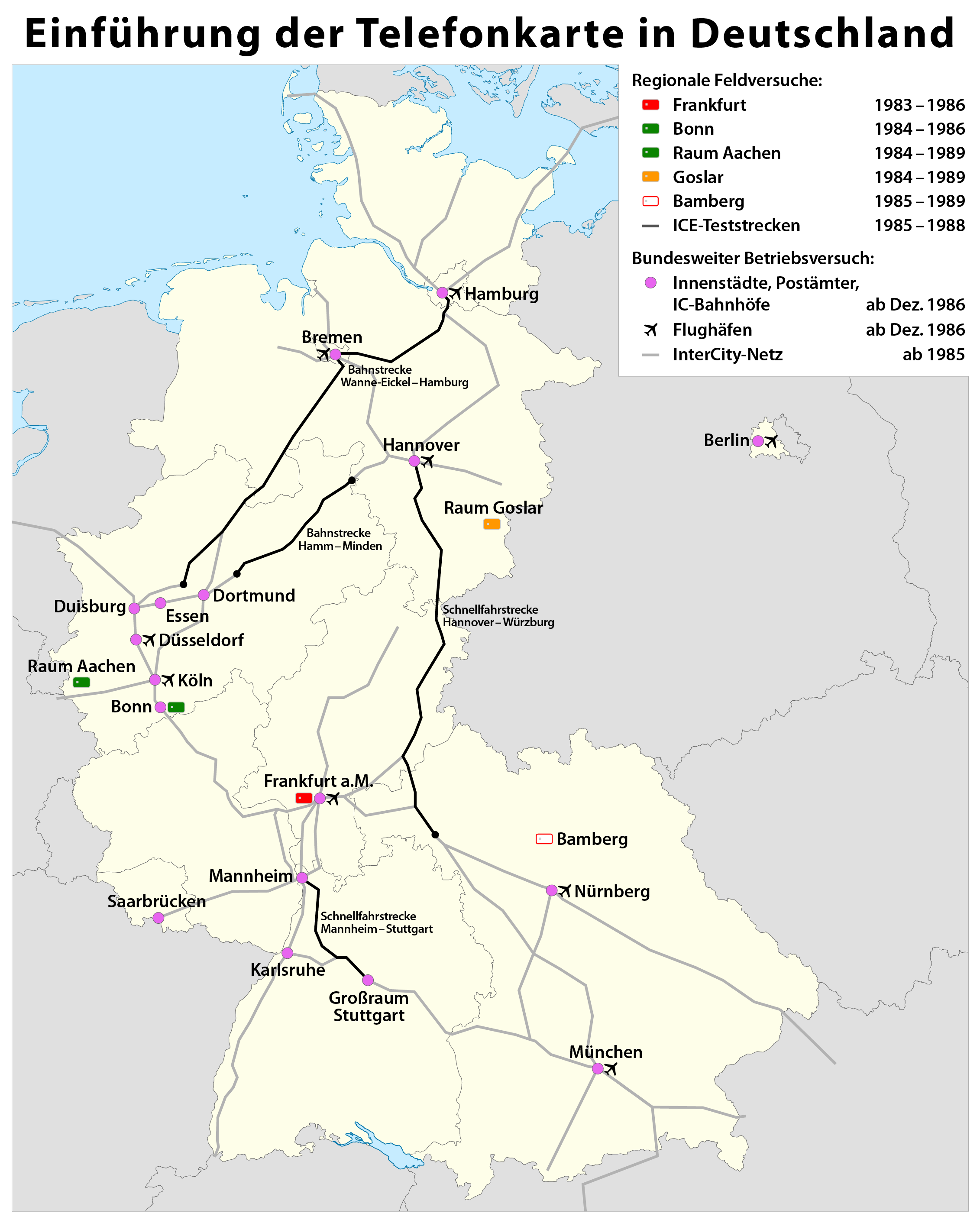
Feldversuchsorte (1984–1989) sowie bundesweiter Betriebsversuch (ab 1986)

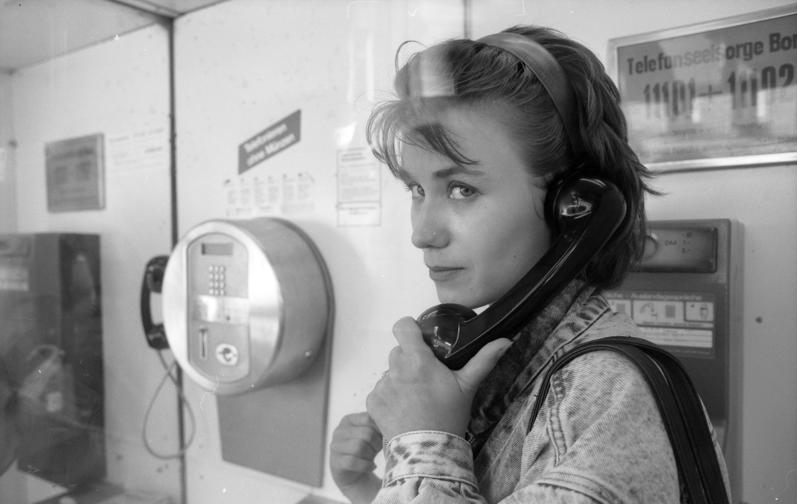
Links im Bild ein Kartentelefon 1988 in Bonn

Ende 1984 waren mehr als 60 Unternehmen aus dem In- und Ausland zur Abgabe eines Angebotes für ein Kartentelefonsystem gebeten worden. Zum Einsatz kamen dann die Kartentelefonsysteme der Hersteller Siemens und Telenorma. Nachdem diese beiden Hersteller ihr technisches Konzept so modifiziert hatten, dass mit den Karten die Kartentelefone beider Systeme bedient werden konnten, war der Weg frei für einen bundesweiten Betriebsversuch. 400 Kartentelefone wurden installiert: 200 in 16 Großstädten, die über einen Intercity-Bahnhof oder über einen Flughafen verfügten, sowie 200 im Großraum Stuttgart. Zu den 16 Städten zählten:
1. Berlin (Bahnhof Zoo, Flughafen Berlin (Tegel oder Tempelhof), Innenstadt)
2. Bonn (Hbf, Innenstadt)
3. Bremen (Hbf, Flughafen Bremen)
4. Dortmund (Hbf)
5. Duisburg (Hbf)
6. Düsseldorf (Hbf und Flughafen Düsseldorf)
7. Essen (Hbf)
8. Frankfurt (Hbf, Flughafen Frankfurt Main, Innenstadt)
9. Hamburg (Hbf, Flughafen Hamburg)
10. Hannover (Hbf, Flughafen Hannover)
11. Karlsruhe (Hbf)
12. Köln (Hbf, Flughafen Köln)
13. Mannheim (Hbf)
14. München (Hbf, Flughafen München)
15. Nürnberg (Hbf, Flughafen Nürnberg)
16. Saarbrücken (Hbf)

Am 16. Dezember 1986 wurden in Bremen die Kartentelefone der Öffentlichkeit offiziell übergeben. Beide Versuchssysteme wiesen bereits eine ähnliche, wenn auch einfachere Systemstruktur auf wie das spätere Seriensystem. Der Betriebsversuch war so angelegt, dass er Aussagen über die Akzeptanz des Kartentelefons bei Reisenden und Geschäftsleuten einerseits und bei einem breiten Bevölkerungsquerschnitt andererseits lieferte.
Die Telefonkarten mit Guthaben zum Preis von 12 DM (40 Einheiten) bzw. 50 DM (200 Einheiten) wurden bei fast allen Postämtern in der Nähe der Kartentelefon-Standorte verkauft.
Der kurzlebige, rund 10-jährige Siegeszug der Telefonkarte begann. Nach 1,5 Millionen verkauften Karten im Jahr 1986 wurden im zweiten Jahr schon sechs Millionen der 46,2 Quadratzentimeter großen (85,5 mm breit und 54 mm hoch) und 4,5 Gramm schweren Plastikkarten verkauft. Spätestens ab Anfang August 1989 wurden auch in anderen Städten, wie zum Beispiel in Mainz, weitere Kartentelefone in Betrieb genommen. Einen weiteren Schub gab es mit der Währungs-, Wirtschafts- und Sozialunion und der Wiedervereinigung 1990, in der ehemaligen DDR mussten ohnehin die Münzfernsprecher auf DM umgerüstet werden. Bei dieser Gelegenheit konnten gleich Kartentelefone installiert werden. Bis Ende 1993 wurden mehr als hundert Millionen Telefonkarten verkauft. Im November 1998 wurde dann die 500-millionste Telefonkarte verkauft. Kurz danach verbreiteten sich die Mobiltelefone und der Umsatz der Telefonkarten ging massiv zurück.

## Telefonkarten-Kategorien
Die Deutsche Bundespost Telekom und später die Deutsche Telekom AG hat die ausgegebenen Telefonkarten in verschiedene Kategorien eingeteilt. Die Kennzeichnung befindet sich am Kartenrand, gefolgt vom Datum (Monat, Jahr) der Ausgabe und der Auflagenmenge:
| Serienbezeichnung          | Beginn der Serie | Ende der Serie | Beschreibung | Anzahl der Karten |
| -------------------------- | ---------------- | -------------- | --- | ----------------- |
| A                          | 1990             | 2003           | Telefonkarten mit Abonnementsbezug konnten über den Versandservice der Deutschen Bundespost/Telekom von 1990 bis 2003 bezogen werden und waren Nachfolger der eingestellten W-Kartenserie. Auf den Karten wurde nur für die Telekom oder für von der Telekom gesponserte Unternehmungen oder Veranstaltungen geworben. Die A-Karten wurden bis 1995 mit einem Preisaufschlag abgegeben, der bis 1992 10 DM, bis 1994 4 DM und 1995 2 DM betrug. Ab 1996 wurde kein Aufpreis mehr verlangt. Die letzte Karte dieser Serie erschien im August 2003. | 548               |
| AD                         | 1996             | 1999           | Kontaktkarten der Deutschen Telekom ähnlich der A-Karten. Auf den AD-Karten von 1996 bis 1999 ist keine Auflagenhöhe angegeben, da die Produktionsmenge aus der Nachfrage resultierte. Insgesamt gab es in dieser Serie nur fünf Karten. Als Nachfolger gelten die KD-Karten. | 5                 |
| B                          | 1992             | 1993           | Benefiztelefonkarten wurden 1992 und 1993 mit einem Zuschlag von 3 DM für einen guten Zweck ausgegeben. Empfänger waren die Sporthilfe, Wohlfahrtspflege, Umweltschutz und Unicef. Insgesamt sind sechs Karten mit einer Auflage von je 300.000 Stück erschienen. | 6                 |
| C                          | 2000             | 2003           | Collector-Karten, die zwischen 2000 und 2003 produziert wurden, zeichneten sich durch die Verwendung von besonderem Kartenmaterialien und sonstiger Kuriositäten aus. Die Karten konnten nur im Abo zu 25 DM bzw. 12,50 Euro bezogen werden. Insgesamt sind 16 Karten mit einer Auflage von je 2000 Stück erschienen. Es gibt Karten aus Holz, Glas, Papier, Aluminium, Blech, Keramik, durchsichtigem Kunststoff mit Flitter, Samt, Leder oder Seide sowie fluoreszierende, phosphoreszierende, gestanzte und magnetische Karten, eine Karte mit zwei Modulen und eine, die eine CD enthält. Die ersten zwölf Karten wurden mit Modulen herausgegeben, die anderen als Calling-Cards. | 16                |
| E                          | 1991             | 2003           | Editionsausgaben der Deutschen Postreklame bzw. später DeTeMedien. Die Motive bezogen sich immer auf die Geschichte der Post. Die Auflage lag zuerst bei 30.000 Stück, nahm aber auf zuletzt 1.000 Stück ab. Eine Jahresedition bestand aus vier Karten in einer Präsentationspackung. | 52                |
| K                          | 199?             | 2000           | Telefonkarten mit Kundenwerbung (kein Schalterverkauf). Die Verteilung erfolgt über die werbenden Firmen und Verkauf durch den Sammler-Service der Deutschen Postreklame GmbH, hierfür wurden meist 2000 Karten mehr produziert. | ungefähr 5.300    |
| KD                         | 2000             | 2002           | Lösten im Jahr 2000 die eingestellte AD-Serie ab. Kunden-Danke-Karten waren als Werbegeschenke gedacht und wurden in individuell gestaltbaren Verpackungen vertrieben. Auf den Karten der Serie ist keine Auflagenhöhe aufgedruckt. Die Serie wurde bereits zwei Jahre später mit 16 Karten eingestellt. | 16                |
| M                          | 2000             | 2006           | Merchandising-Karten wurden zusammen mit („exklusiven, sammelwürdigen“) Produkten (z. B. Geldbeutel) verkauft, durch deren Hersteller vermarktet oder zu besonderen Anlässen herausgegeben (z. B. anlässlich des 20. Geburtstags der Telefonkarte). | 37                |
| O                          | 1992             | …              | Wie K-Karten, jedoch ohne Verkauf durch den Sammler-Service der Postreklame. Mindestauflage war 500 Stück. Es erschienen ungefähr 14.200 verschiedene Karten. | ungefähr 14.200   |
| O (MiniMedia-Karten)       | …                | …              | Später wurden die O-Karten um die MiniMedia-Karten, die in geringeren Auflagen (mindestens 20 Stück) erschienen, ergänzt. Unternehmen, die Karten in Auftrag gaben, konnten nur die Rückseite frei gestalten. Für die Vorderseite standen bis zu 22 von der Deutschen Telekom vorgegebene Motive zur Wahl. | ungefähr 4.000    |
| P                          | 1986             | …              | Telefonkarten mit Eigenwerbung der Post. Zu Anfang lagen die Auflagen noch im Bereich zwischen 5.000 und 50.000 Stück. Mitte der 1990er Jahre betrug die Mindestauflage 500.000. P-Karten sind am Postschalter zum regulären Abgabepreis erhältlich und konnten auch über den Sammler-Service bezogen werden. | 381               |
| PD                         | 1992             | …              | Es handelt sich um P-Karten mit Dauermotiven, die in einer Auflage von mindestens 500.000 Stück erscheinen und während des Jahres nach Bedarf nachproduziert werden. PD-Karten sind am Postschalter zum regulären Abgabepreis erhältlich und können auch über den Sammler-Service bezogen werden. | 127               |
| R                          | 1995             | 2001           | Fremdwerbung für Regionalkarten. Die Verteilung erfolgte nach dem Nielsengebiet. | 70                |
| S                          | 1988             | 2003           | Telefonkarten mit Fremdwerbung zum Schalterverkauf oder Bezug über den Sammler-Service gab es von 1988 bis 2003. Bis Ende 1994 konnte der Auftraggeber bestimmen, ob die Karte nur regional oder bundesweit verkauft wurde. Ab 1995 gab es nur noch die bundesweite Verteilung. | 295               |
| TKC                        | 2008             | 2023           | Die Telefonkarte Comfort wurde seit 2008 herausgegeben. Sie hat sowohl ein Telefonkartenmodul als auch ein Rubbelfeld, sodass die Benutzung nicht auf die Kartentelefone bzw. öffentliche Telefone beschränkt ist. | ?                 |
| V                          | 1990             | 1991           | Wurden von der Telekom als VIP-Gaben eingesetzt. Sie dienten als Kontaktgabe der Telekom für bevorzugte Personen und als Visitenkarte von Führungskräften des Unternehmens. Die Auflagenzahl betrug zwischen 1.000 und 20.000 Stück. Viele der 38 verschiedenen Karten wurden in besonderen Verpackungen herausgegeben. | 38                |
| W                          | 1987             | 1989           | Werbekarten als Kontaktgaben der Post (kein Schalterverkauf), die ein breites Publikum mit der Nutzung von Kartentelefonen vertraut machen sollte gab es ab 1987. Die ersten elf Exemplare trugen keine Serienkennzeichnung, erst Mitte 1988 wurde mit der Nummerierung angefangen. Mit Ablauf des Jahres 1989 und insgesamt 31 Kartenmotiven abgeschlossen. Sie gilt als Vorläufer der A-Serie. | 31                |
| X                          | 1988             | 1999           | Telefonkarten mit Eigenwerbung der Postreklame, später DeTeMedien. Seit 1988 wurden bis 1999 jährlich drei Motive in Auflagen zwischen 500 und 6060 Stück herausgegeben. | 35                |
| *- oder N-Karten           | 1989             | 1992           | *-Karten (Michel-Katalog-Bezeichnung: N-Karten für Namenskarten), dienten als private Visitenkarten und sind nicht durchnummeriert. Die Visitenkartenserie gab es ab November 1989 und wurde im Mai 1992 nach 80 Hauptmotiven eingestellt. Einige Motive entsprechen denen aus anderen Telefonkartenserien und unterscheiden sich in manchen Fällen nur durch die Unterschrift. | 80                |
| Guthaben-Erstattungskarten | 2003             | …              | Bei T-Punkten bzw. bei der Deutschen Telekom CardService GmbH wurde die Möglichkeit geschaffen, ungültig gewordene Telefonkarten mit Restguthaben gegen gültige Karten einzutauschen. Die mit 50 DM bzw. 20 EUR vorgeladene Erstattungskarte wurde auf den Betrag der eingereichten Restguthaben reduziert. Seit 2003 werden diese in die PD-Serie integriert. Ein Urteil des Oberlandesgericht Köln von 2009 bestätigte die Restguthabenerstattung von Telefonkarten aus DM-Zeiten an Telekom-Kunden. Hierfür hat die Telekom ein entsprechendes Formular erstellt. | ?                 |

Telefonkarte A (1991). Mit Werbung für das Projekt ROLAND (Realisierung offener Kommunikationssysteme auf der Grundlage anerkannter europäischer Normen und der Durchführung harmonisierter Testverfahren der Deutschen Bundespost Telekom)
Telefonkarte O (1994)
Telefonkarte P (1993)
Guthaben-Erstattungskarte Telefonkarte PD (2006) als Erstattungskarte: Telefonkarten-Restguthaben – in EURO gutgeschrieben auf dieser Karte. Restguthaben auf neue Karte übertragbar.
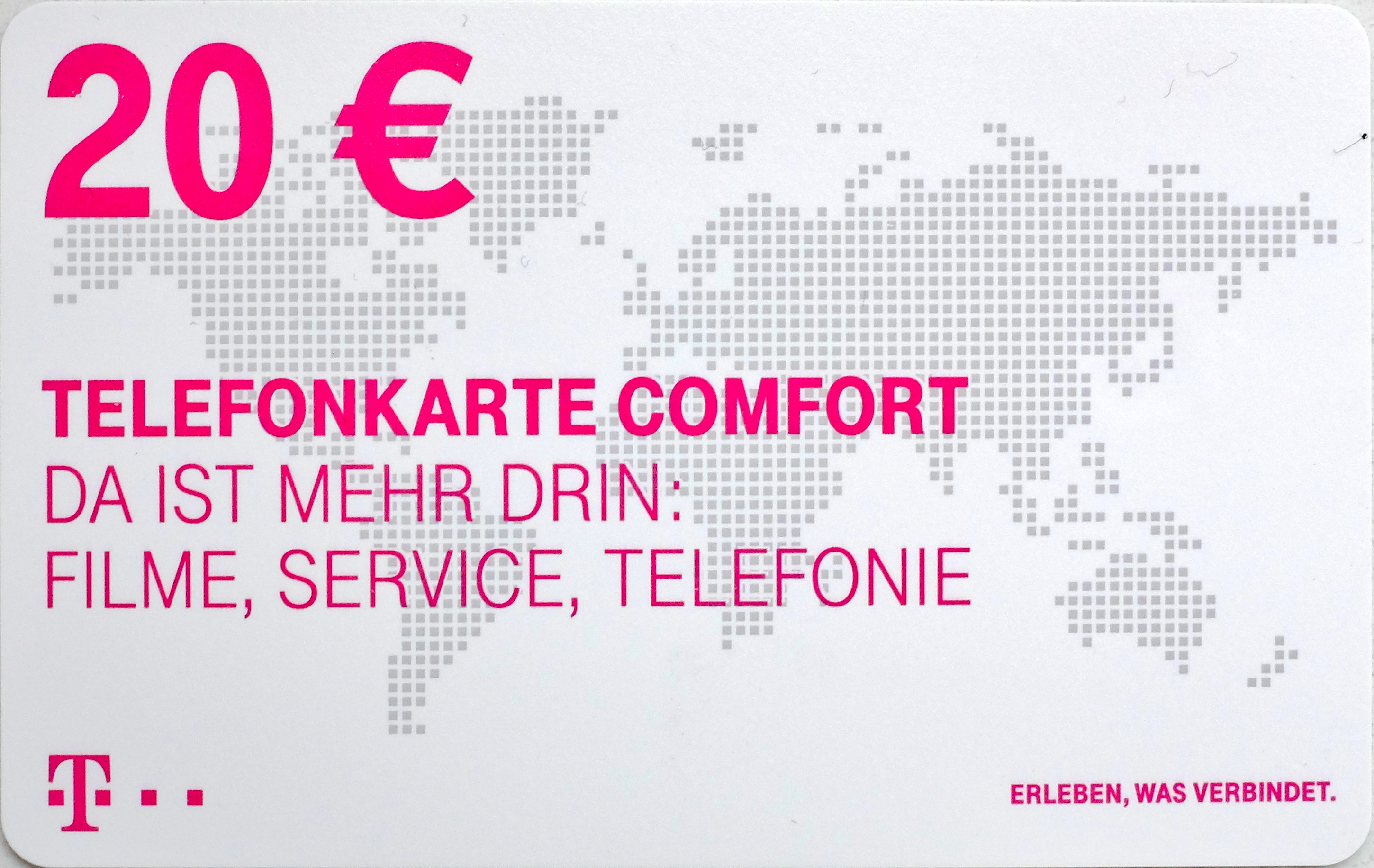
Telefonkarte Comfort (2008–2023), Vorderseite
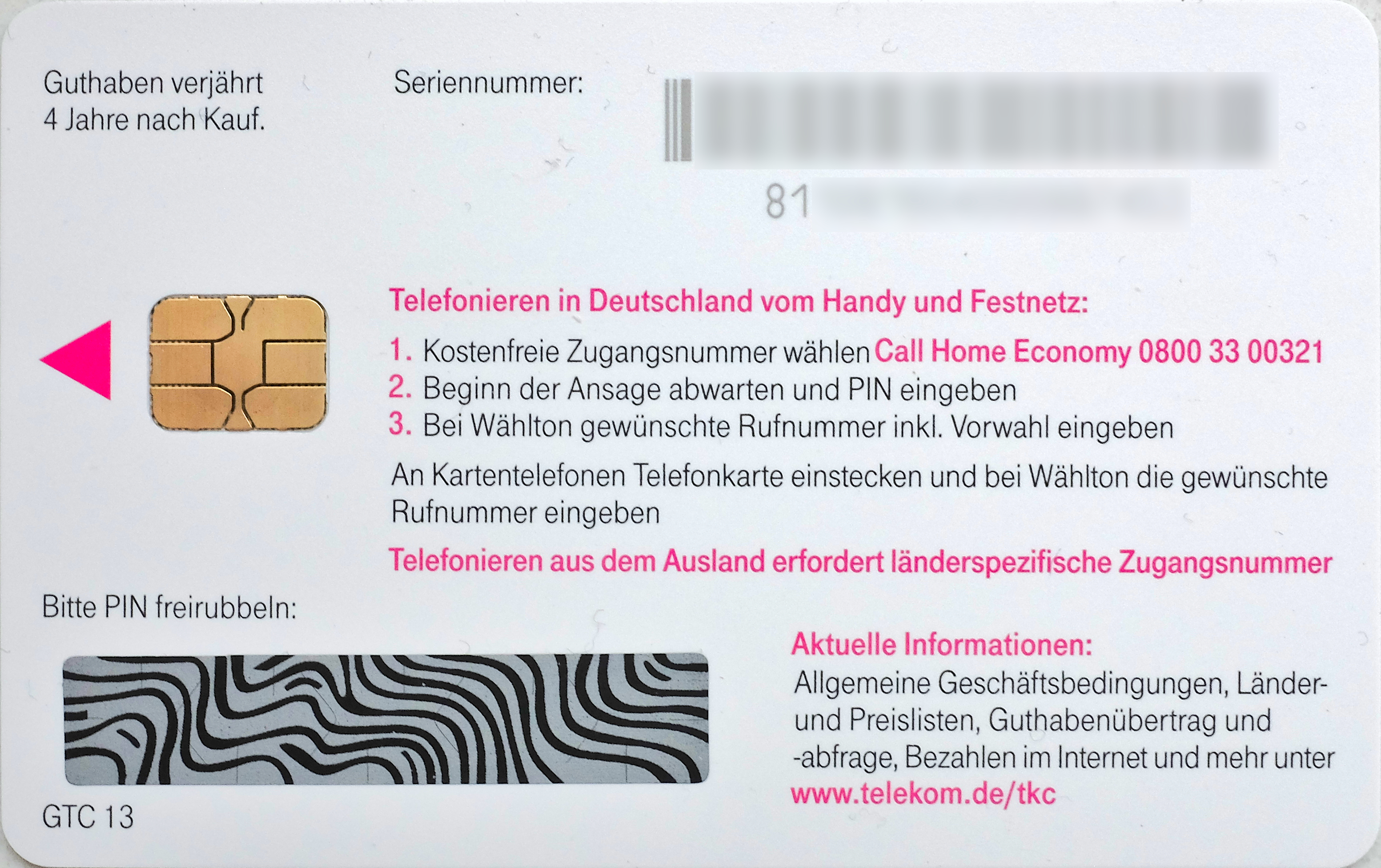
Telefonkarte Comfort (2008–2023), Rückseite

## Kartenhersteller
Die Telefonkarten wurden von verschiedenen Herstellern produziert.
- Giesecke & Devrient (G&D) war bis Anfang 2000 tätig und trug die Herstellerkennziffer 1, diese entsprach der ersten Stelle der Kontrollnummer, die jede Telefonkarte besitzt.
- Oldenbourg Datensysteme (ODS) wurde 2000 von Gemplus übernommen (Herstellerkennziffer 2)
- Gemalto entstand 2006 durch die Fusion von Gemplus und Axalto. Telefonkarten tragen die Herstellerziffer 3 (Produktionsstätte in Filderstadt) oder die 6 (Gémenos in Frankreich)
- Solaic, war bis Anfang 2001 tätig (Herstellerkennziffer 4)
- Uniqa-Kartensysteme GmbH, hat 1994 die Orga übernommen (Herstellerkennziffer 5)
- Orga, Herstellernummer 0 und nach der Übernahme durch Uniqa-Kartensysteme GmbH im August 1994 die 5
- GHP ist seit November 2002 tätig, (Herstellerkennziffer 6)
- Schlumberger, hat bisher nur eine Karte für Deutschland produziert mit der Herstellerkennung 7

## Bezugsmöglichkeiten
Telefonkarten der Deutschen Telekom konnte man in Deutschland bei der Post, bei der Telekom oder in Kiosken und Supermärkten kaufen. Es gab Karten mit verschiedenen Werten. In der Regel entsprach der Kaufpreis dem Guthaben. Telefonierte man an einem öffentlichen Telefon, wurde der auf der Karte gespeicherte Betrag gelesen und das verbrauchte Guthaben abgezogen.

## Sammlerobjekt
Bereits 1990 entdeckten auch Sammler die Telefonkarte, 1992 gab es bereits über 200.000 Sammler in Deutschland. Die Telekom führte deshalb einen Sammlerservice für den Bezug der Telefonkarten ein. Für die A-, P- und S-Karten war der Telekom-Versandservice in Nürnberg und für die E-, K-, X-Karten die Deutsche Postreklame GmbH in Frankfurt am Main zuständig, die 1994 in DeTeMedien umfirmierte.
Viele Sammler nehmen in ihre Sammlung nicht nur ein einziges Exemplar einer Karte auf, sondern suchen Varianten mit verschiedenen Kontrollnummerntypen, Druckdaten oder Modulen. Module wurden anfangs als „Chip“ bezeichnet, wobei allerdings nur die Kontaktfläche sichtbar ist.
Neben verschiedensten Motiven gab es auch Exemplare der Collectors-Serie aus Papier, Metall, Glas oder Holz. All diese Karten sind voll funktionsfähig und sollten unter den Sammlern ein besonderes Interesse wecken. Der eigentliche Sammlermarkt ist aber schon Mitte der 1990er Jahre zusammengebrochen, nicht zuletzt wegen der Überschwemmung des Marktes mit Neuemissionen. Der Hauptgrund für den Zusammenbruch des Sammlermarktes war das Ablaufdatum der Telefonkarten nach 3 Jahren ab Herstellung. Da nur volle Telefonkarten hohen Sammlerwert hatten, erlitten viele Sammler hohe Wertverluste. Mit Urteil 115 C 1/09 des Amtsgerichts Bonn vom 8. Februar 2010 muss die Telekom Telefonkarten, die kein Verfallsdatum aus DM-Zeiten haben, erstatten.
Es gibt, ähnlich wie für Briefmarken, Sammlerbörsen, Magazine und Sammelwertkataloge (z. B. die Kataloge von MICHEL und Sherlock sowie den DeTe-Katalog). Auch Zubehör wie Alben oder Geräte zum Auslesen des Wertguthabens auf einer Karte wurden angeboten.

## Manipulation
Galt die Chip-Telefonkarte bei der Einführung Ende der 1980er Jahre noch als sicher, wurde 1992 von Schülern (darunter Katrin Ellermann) im Rahmen eines Projekts bei Jugend forscht eine Möglichkeit vorgestellt, mit Telefonkarten gratis zu telefonieren. 1993 wurden die ersten manipulierten Karten festgestellt, mit denen man kostenlos telefonieren konnte (siehe auch Phreaking).

## Deutsche Demokratische Republik
In der DDR gab es keine Kartentelefone und somit wurden auch keine Telefonkarten ausgegeben. Es kursiert zwar eine grüne Karte mit Magnetstreifen, diese ist aber eine Fälschung.